# Парнище
Парнище — річка в Іванківському районі Київської області, ліва притока Жерева (басейн Дніпра).

## Опис
Довжина річки приблизно 10 км. Висота витоку річки над рівнем моря — 169 м, висота гирла — 144 м, спад річки — 25 м, похил річки — 2,5 м/км. Формується з багатьох безіменних струмків та декількох водойм.

## Розташування
Бере початок на північній околиці села Буди-Полідарівської. Тече переважно на південний схід через село Сидоровичі і на його південно-західній околиці впадає в річку Жерева, ліву притоку Тетерева.